# Cylindrothecium curvatum
Cylindrothecium curvatum là một loài Rêu trong họ Entodontaceae. Loài này được (Griff.) Paris mô tả khoa học đầu tiên năm 1894.